# 大日本協会
大日本協会（だいにほんきょうかい）は、明治時代に対外硬派の結集を目指して結成された政治結社（1893年10月1日－12月29日）。
1893年10月1日に内地雑居講究会を母体として安部井磐根・坂本則美・佐々友房・神鞭知常・大井憲太郎らによって結成される。同会専属の衆議院議員も存在したものの、協力関係にあった東洋自由党・国民協会・政務調査会・同盟倶楽部などと掛け持ちであった議員が多かった。また、玄洋社などの国粋主義者もこれに参加している。明治政府の外交を柔弱と非難して、「条約励行・自主外交・対清強硬」を掲げて対等条約締結以外の一切の条約改正の拒否、内地雑居反対論などを掲げた。
だが、その一方で西南戦争以後民権派に反政府運動・民党の主導権を握られてきた国粋主義者を中心とした外交問題を軸とした政界再編構想の一環とも言え、本来親政府の吏党である筈の国民協会から普通選挙を掲げる急進民権派である東洋自由党までを巻き込んで、ゆくゆくは国粋主義を軸とした統一政党化も視野に入れた動きでもあった。大日本協会は立憲改進党にも協力を呼びかけて、政府及びこれと連携を強めつつあった自由党に対する包囲網（対外硬六派）を形成した。12月には東洋自由党が解党して大井らが正式に大日本協会に属することになった。
ところが、協会内の一部過激派が外国人襲撃事件を起こしたために、日英通商航海条約締結を目前とした政府の態度は硬化する。条約励行建議案に対抗するために衆議院解散が行われた同年12月29日、突如集会及政社法の対象となる政治団体の指定を受け、その日のうちに大日本協会は度重なる外国人襲撃事件を理由として解散を命じられることになった。